# 日南市立北郷小中学校
日南市立北郷小中学校（にちなんしりつ きたごうしょうちゅうがっこう）は、宮崎県日南市北郷町郷之原甲にある公立の小中一貫校。
2009年（平成21年）4月に、施設一体型の小中一貫教育を開始した。また、同敷地内で認定こども園「北郷さくらこども園」と幼小中一貫教育を行っている。通称は「学びの杜 北郷学園」。

## 概要
歴史
2009年（平成21年）に小中一貫教育を開始。2024年（令和6年）に創立15周年を迎えた。
通学区域
「旧北郷町全域」。
校章
一貫教育を開始する前の校章を、小中それぞれ継承している。
学園歌
2011年（平成23年）制定。作詞は笹山竹義、作曲は藤野弘義による。歌詞は3番まであり、各番の歌詞中に校名の「北郷」が登場する。

## 沿革

### 小学校
北郷小学校
- 明治初期（1872年（明治5年）学制頒布以降）- 伊十川に「人民共立下郷小学校」、下村に「人民共立上郷小学校」が創立。
- 1884年（明治17年）- 上記2校が統合の上、「郷之原小学校」となる。常明寺（旧・北郷中学校付近）に移転。
- 1887年（明治20年）- 小学校令施行により、簡易科（3年制）を設置の上、「簡易郷之原小学校」に改称。
- 1889年（明治22年）5月1日 - 町村制施行により、南那珂郡3村（郷之原・大藤・北河内）が合併の上、「北郷村」が発足。
- 1890年（明治23年）- 尋常科（4年制）を設置の上、「尋常郷之原小学校」に改称。
- 1892年（明治25年）4月 - 「郷之原尋常小学校」に改称。
- 1895年（明治28年）
  - 3月 - 木造新校舎が完成。
  - 4月 - 初代校長に井上一が就任。
- 1903年（明治36年）4月 - 高等科（4年制）を併置の上、「北郷尋常高等小学校」（尋常科4年・高等科4年）に改称。
- 1908年（明治41年）4月 - 改正小学校令により、尋常科（義務教育年限）が4年制から6年制に改められる。尋常科6年・高等科2年となる。
- 1927年（昭和2年）6月 - 「第一北郷尋常高等小学校」に改称。
- 1941年（昭和16年）4月1日 - 国民学校令施行により、「北郷村第一北郷国民学校」に改称。尋常科を初等科に改める。
- 1944年（昭和19年）- 槻之河内分教場を設置。槻之河内分教場は終戦後一旦廃止され、第二北郷国民学校板谷分教場に統合される。
- 1947年（昭和22年）4月1日 - 学制改革（六・三制の実施）により、新制小学校「北郷村立第一北郷小学校」に改組・改称。
- 1950年（昭和25年）
  - 4月1日 - 北郷村立第三小学校（大藤）を統合の上、「北郷村立北郷小学校」に改称。
  - 5月 - 新校舎2棟が完成。
  - 9月 - 本館1棟と教室1棟が完成。
- 1954年（昭和29年）1月 - 校歌（初代）を制定。作詞は矢野不二男、作曲は海老原直による。歌詞は3番まであり、歌詞中に校名は登場しない。
- 1958年（昭和33年）6月 - 学校給食を開始。
- 1959年（昭和34年）1月1日 - 町制施行により、「北郷町立北郷小学校」に改称。
- 1974年（昭和49年）9月1日 - 北郷町立坂元小学校を統合。
- 2009年（平成21年）
  - 3月30日 - 市町合併により、「日南市立北郷小学校」に改称。
  - 4月1日 - 日南市立黒荷田小学校を統合。
    - 校歌（二代目）- 作詞は布施武、作曲は川口晃による。歌詞は3番まであり、各番の歌詞中に校名の「北郷小学校」が登場する。

旧・第三北郷小学校
- 明治初期 - 大藤神社境内に「大藤小学校」が、内之田天祐屋敷に「内之田小学校」が創立。簡易的な小学校であった。
- 時期不詳 - 上記2校が統合の上、「大藤小学校」および「内之田分校」となる。
- 1885年（明治18年）頃 - 統合により、「郷之原小学校大藤分校」となる。内之田分校を廃止。
- 1887年（明治20年）- 小学校令施行により、簡易科（3年制）を設置の上、「簡易大藤小学校」に改称。
- 1890年（明治23年）- 尋常科（4年制）を設置の上、「尋常大藤小学校」に改称。
- 1892年（明治25年）- 「大藤尋常小学校」に改称。校舎を増築。
- 1905年（明治38年）- 校舎を増改築。
- 1908年（明治41年）4月 - 改正小学校令により、尋常科5年を新設。
- 1909年（明治42年）4月 - 尋常科6年を新設。
- 1914年（大正3年）12月 - 折生田の高台に移転を完了。
- 1927年（昭和2年）6月 - 「第三北郷尋常小学校」に改称。
- 1941年（昭和16年）4月1日 - 国民学校令施行により、「北郷村第三北郷国民学校」に改称。
- 1947年（昭和22年）4月1日 - 学制改革により、「北郷村立第三北郷小学校」に改組・改称。
- 1950年（昭和25年）3月31日 - 北郷村立北郷小学校への統合により、閉校。

旧・坂元小学校（さかもと）
- 明治初期 - 坂元神社境内に「坂元小学校」が創立。寺子屋式の教授を開始。
  - 当時、周辺には「宿野小学校」・「黒山小学校」の2校も存在した。
- 1901年（明治34年）4月 - 尋常小学校3校（坂元・宿野・黒山）を統合の上、「北河内尋常小学校」となる。
- 1908年（明治41年）4月 - 改正小学校令により、尋常科5年を新設。
- 1909年（明治42年）4月 - 尋常科6年を新設。
- 1927年（昭和2年）6月 - 「第二北郷尋常小学校」に改称。広河原教育所を統合。
- 1929年（昭和4年）4月 - 第五北郷尋常小学校を統合の上、板谷分教場とする。
- 1941年（昭和16年）4月1日 - 国民学校令施行により、「北郷村第二北郷国民学校」に改称。
- 1947年（昭和22年）
  - 4月1日 - 学制改革により、「北郷村立第二北郷小学校」に改組・改称。
  - 10月10日 - 板谷分教場が分離の上、北郷村立板谷小学校として独立。
- 1950年（昭和25年）4月1日 - 「北郷村立坂元小学校」に改称。
- 1953年（昭和28年）4月 - 校歌を制定。作詞は矢野不二男、作曲は海老原直による。歌詞は3番まであり、歌詞中に校名は登場しない。
- 1959年（昭和34年）1月1日 - 町制施行により、「北郷町立坂元小学校」に改称。
- 1968年（昭和43年）4月1日 - 北郷町立板谷小学校槻之河内分校を統合。
- 1969年（昭和44年）4月1日 - 北郷町立板谷小学校を統合。
- 1974年（昭和49年）8月31日 - 北郷町立北郷小学校への統合により、閉校。

旧・板谷小学校
- 1877年（明治10年）頃 - 浜砂某が児湯郡西米良から南那珂郡板谷地区に移住し、寺子屋式の学問所を開設。
- 時期不詳 - 「板谷尋常小学校」に改称。
- 1907年（明治40年） - 初めて訓導（教諭）が着任。それまでは、高等小学校出身の代用教員が単級で教育にあたっていた。
- 1908年（明治41年）4月 - 改正小学校令により、尋常科5年を新設。
- 1909年（明治42年）4月 - 尋常科6年を新設。
- 1927年（昭和2年）6月 - 「第五北郷尋常小学校」に改称。
- 1929年（昭和4年）4月 - 統合により、「第二北郷尋常小学校 板谷分教場」となる。
- 1941年（昭和16年）4月1日 -「北郷村第二北郷国民学校 板谷分教場」に改称。
- 1947年（昭和22年）
  - 4月1日 - 学制改革により、「北郷村立第二北郷小学校 板谷分教場」に改称。
  - 10月10日 - 第二北郷小学校より分離の上、「北郷村立板谷小学校」として独立。
- 1948年（昭和23年）4月 - 槻之河内分校を設置。
- 1957年（昭和32年）10月 - 校歌を制定。作詞は落合正行、作曲は園山謙三による。
- 1959年（昭和34年）1月1日 - 町制施行により、「北郷町立板谷小学校」に改称。
- 1968年（昭和43年）3月31日 - 槻之河内分校が北郷町立坂元小学校に統合される。
- 1969年（昭和44年）3月31日 - 北郷町立坂元小学校への統合により、閉校。

旧・黒荷田小学校（くろにた）
- 明治初期 - 黒荷田と山仮屋に小学校が創立。
- 1875年（明治8年）1月10日 - 尋常小学校2校（黒荷田・山仮屋）を統合の上、「黒荷田小学校」となる。
- 1892年（明治25年）4月 - 田代に移転の上、「田代尋常小学校」に改称。
- 1908年（明治41年）
  - 4月 - 改正小学校令により、尋常科5年を新設。
  - 10月 - 再び黒荷田に移転の上、「小河内尋常小学校」に改称。田代分教場を設置し、4年生までを収容。
- 1917年（大正6年）9月 - 田代分教場を廃止。
- 1909年（明治42年）4月 - 尋常科6年を新設。
- 1927年（昭和2年）6月 - 「第四北郷尋常小学校」に改称。
- 1941年（昭和16年）4月1日 - 国民学校令施行により、「北郷村第四北郷国民学校」に改称。尋常科を初等科に改める。
- 1946年（昭和21年）4月 - 高等科を併置。
- 1947年（昭和22年）4月1日 - 学制改革（六・三制の実施）により、新制小学校「北郷村立第四北郷小学校」に改組・改称。
- 1950年（昭和25年）4月1日 - 「北郷村立黒荷田小学校」に改称。
- 1958年（昭和33年）4月1日 - 校区改定により、河原谷地区の児童が北郷町立坂元小学校へ転出。
- 1959年（昭和34年）1月1日 - 町制施行により、「北郷町立黒荷田小学校」に改称。
- 2009年（平成21年）
  - 3月30日 - 市町合併により、「日南市立黒荷田小学校」に改称。
  - 3月31日 - 閉校。
    - 最終所在地 - 〒889-2403 宮崎県日南市北郷町北河内6051番地　
    - 校歌 - 作詞は矢野不二男、作曲は海老原直による。歌詞は3番まであり、各番の歌詞中に校名の「黒荷田」が登場する。

### 中学校
- 1947年（昭和22年）
  - 4月30日 - 新制中学校の設置が認可される。
  - 5月8日 - 国民学校の高等科が青年学校の普通科とともに、新制中学校「北郷村立北郷中学校」が開校。
- 1948年（昭和23年）4月 - 黒荷田分校と板谷分校を設置。
- 1959年（昭和34年）1月1日 - 町制施行により、「北郷町立北郷中学校」に改称。
- 1960年（昭和35年）4月1日 - 板谷分校を統合。
- 1965年（昭和40年）4月1日 - 黒荷田分校を統合。
- 2009年（平成21年）3月30日 - 市町合併により、「日南市立北郷中学校」に改称。
  - 最終所在地 - 日南市北郷町郷之原乙5059番地
  - 跡地の活用 - 北郷総合運動公園として整備されている。
  - 校歌 - 作詞は矢野不二男、作曲は海老原直による。歌詞は2番まであり、両番の歌詞中に校名の「北郷中学」が登場する。

### 小中一貫校
- 2009年（平成21年）4月1日 - 上記2校を統合の上、「日南市立北郷小中学校」（現校名）となる。施設一体型の小中一貫教育を開始。
- 2011年（平成23年）7月 - 学園歌を制定。

## 交通アクセス
最寄りの鉄道駅
- JR九州 日南線 「北郷駅」

最寄りのバス停
- 日南市コミュニティバス さくら号「さくらアリーナ」バス停

最寄りの幹線道路
- 宮崎県道429号猪八重線・宮崎県道28号日南高岡線 「北郷小入口」交差点
- 東九州自動車道（高速道路）「日南北郷IC」

## 周辺
- 北郷さくらこども園
- 日南市 北郷学校給食センター
- さくらアリーナ
- 北郷総合運動公園
- 郷原神社
- 広渡川

## 参考資料
- 「北郷町史」（1965年（昭和40年）3月1日発行, 北郷町）p.696～p.756